# Adolf Dallapozza
Adolf Dallapozza (Bozen, Tirol del Sud, Itàlia, 14 de març, 1940) és un cantant (tenor) d'òpera, opereta i musical austríac. Va treballar a la Vienna Volksoper durant més de 50 anys.
Adolf Dallapozza prové del Tirol del Sud. Va ser el novè fill i petit d'un pintor d'art i signes. Immediatament després del seu naixement, la família va emigrar a Àustria i finalment va arribar a Viena amb molts sacrificis. Inicialment va completar una formació comercial i va treballar en una botiga de llibres i música. També va prendre classes de cant, entre elles d'Ida Valjalo a Viena. Durant els seus estudis va cantar al cor de la Volksoper de Viena.
El 1962 va debutar en aquesta casa com a solista en el paper d'Ernesto a Don Pasquale de Gaetano Donizetti. A l'estrena en alemany de West Side Story de Leonard Bernstein el 1968, va cantar el paper de Tony sota la direcció de Marcel Prawy amb Julia Migenes com a parella. També el 1968 va ser contractat per l'Òpera Estatal de Viena. Allà va cantar principalment els papers de tenor buf i de tenor, però també va ser utilitzat com a tenor líric. També va aparèixer regularment a la Vienna Volksoper, que va ser la seva principal seu al llarg de la seva carrera. Des de 1978 fins a la seva jubilació oficial, Dallapozza va ser membre permanent del conjunt Volksoper sense interrupcions. L'any 1984 va ser nomenat soci d'honor.

## Repertori
A la Volksoper de Viena va cantar gairebé tots els papers de tenor clàssic de les operetes de Carl Millöcker, Johann Strauss, Franz Lehár i Emmerich Kálmán. També hi va assumir els principals papers d'òpera. El 1984 va cantar Rodolfo a La bohème en la producció de Harry Kupfer, el 1977 va cantar com Wilhelm Meister a Mignon d'Ambroise Thomas i el 1990 va cantar Lenski a Eugene Onegin. Dallapozza més tard també va assumir papers de personatges i va guanyar el cor del públic amb, entre altres coses, el paper de la bruixa cruixent a Hansel i Gretel d'Engelbert Humperdinck.
El setembre de 2008, Dallapozza va celebrar el seu 50è aniversari escènic amb el paper de Gabriel von Eisenstein a l'opereta Die Fledermaus de Johann Strauss. Dallapozza va romandre connectat amb el Volksoper com a convidat. La temporada 2011/12 hi va cantar -com en temporades anteriors- la bruixa cruixent de Hansel i Gretel.
El maig de 1990, Dallapozza va aparèixer com el baró Lummer a l'estrena italiana de l'òpera de Strauss Intermezzo al Teatre Comunale de Bolonya.

## Honors i premis
- 1976 Kammersänger pel president federal austríac.
- 1985 Creu d'Honor austríaca per a la Ciència i l'Art, 1r Classe
- 1998, Gran Condecoració d'Honor pels Serveis a la República d'Àustria.

## Enregistraments de televisió
- Fidelio, amb Gundula Janowitz, Lucia Popp, René Kollo, Manfred Jungwirth, Hans Sotin, Adolf Dallapozza, director: Otto Schenk, director: Leonard Bernstein, Filharmònica de Viena